# Švýcarsko na letních olympijských hrách
Švýcarsko na letních olympijských hrách startuje od roku 1896. Toto je přehled účastí, medailového zisku a vlajkonošů na dané sportovní události.

## Účast na Letních olympijských hrách
| Dějiště LOH            | LOH      | Vlajkonoš                                                  | Zlatá medaile | Stříbrná medaile | Bronzová medaile | Celkem |
| ---------------------- | -------- | ---------------------------------------------------------- | ------------- | ---------------- | ---------------- | ------ |
| 1896 Athény            | LOH 1896 | nebyl                                                      | 1             | 2                |                  | 3      |
| 1900 Paříž             | LOH 1900 | nebyl                                                      | 6             | 2                | 1                | 9      |
| 1904 St. Louis         | LOH 1904 | nebyl                                                      | 1             |                  | 1                | 2      |
| 1908 Londýn            | LOH 1908 | nebyl                                                      |               |                  |                  | 0      |
| 1912 Stockholm         | LOH 1912 | nebyl                                                      |               |                  |                  | 0      |
| 1920 Antverpy          | LOH 1920 | Luigi Antognini                                            | 2             | 2                | 7                | 11     |
| 1924 Paříž             | LOH 1924 | nebyl                                                      | 7             | 8                | 10               | 25     |
| 1928 Amsterdam         | LOH 1928 | nebyl                                                      | 7             | 4                | 4                | 15     |
| 1932 Los Angeles       | LOH 1932 | nebyl                                                      |               | 1                |                  | 1      |
| 1936 Německo           | LOH 1936 | nebyl                                                      | 1             | 9                | 5                | 15     |
| 1948 Londýn            | LOH 1948 | Armin Scheurer                                             | 5             | 10               | 5                | 20     |
| 1952 Helsinky          | LOH 1952 | Walter Lehmann                                             | 2             | 6                | 6                | 14     |
| 1956 Melbourne         | LOH 1956 |                                                            |               |                  | 1                | 1      |
| 1960 Řím               | LOH 1960 | August Hollenstein                                         |               | 3                | 3                | 6      |
| 1964 Tokio             | LOH 1964 | Peter Laeng                                                | 1             | 2                | 1                | 4      |
| 1968 Ciudad de México  | LOH 1968 | Paul Weier                                                 |               | 1                | 4                | 5      |
| 1972 Mnichov           | LOH 1972 | Urs von Wartburg                                           |               | 3                |                  | 3      |
| 1976 Montréal          | LOH 1976 | Christian Kauter                                           | 1             | 1                | 2                | 4      |
| 1980 Moskva            | LOH 1980 | nebyl                                                      | 2             |                  |                  | 2      |
| 1984 Los Angeles       | LOH 1984 | Christine Stückelberger                                    |               | 4                | 4                | 8      |
| 1988 Soul              | LOH 1988 | Cornelia Bürki                                             |               | 2                | 2                | 4      |
| 1992 Barcelona         | LOH 1992 | Daniel Giubellini                                          | 1             |                  |                  | 1      |
| 1996 Atlanta           | LOH 1996 | Stefan Schärer                                             | 4             | 3                |                  | 7      |
| 2000 Sydney            | LOH 2000 | Thomas Frischknecht                                        | 1             | 6                | 2                | 9      |
| 2004 Athény            | LOH 2004 | Roger Federer                                              | 1             | 1                | 3                | 5      |
| 2008 Peking            | LOH 2008 | Roger Federer                                              | 2             | 1                | 4                | 7      |
| 2012 Londýn            | LOH 2012 | Stanislas Wawrinka                                         | 2             | 2                |                  | 4      |
| 2016 Rio de Janeiro    | LOH 2016 | Giulia Steingruberová (zahájení) Nino Schurter (zakončení) | 3             | 2                | 2                | 7      |
| 2020 Tokio             | LOH 2020 | Mujinga Kambundjiová Max Heinzer                           | 3             | 4                | 6                | 13     |
| 2024 Paříž             | LOH 2024 | Nina Christenová Nino Schurter                             | 1             | 2                | 5                | 8      |
| Celkem                 | 28       |                                                            | 54            | 81               | 79               | 214    |
| Zdroj na Olympedia.org |          |                                                            |               |                  |                  |        |